# A Day in the Life
Vous lisez un « bon article » labellisé en 2009.
Singles de The Beatles
Back in the U.S.S.R. / Twist and Shout
(1976) Beatles Movie Medley / I'm Happy Just to Dance with You
(1982)
Pistes de 
Sgt. Pepper’s Lonely Hearts Club Band
Sgt. Pepper’s Lonely Hearts Club Band (Reprise)
A Day in the Life est une chanson des Beatles, qui clôt leur album Sgt. Pepper’s Lonely Hearts Club Band paru le 1er juin 1967 au Royaume-Uni et le lendemain aux États-Unis. Portant la signature Lennon/McCartney, il s’agit en fait d’un collage de deux morceaux inachevés, l’un de John Lennon et l’autre de Paul McCartney, ce dernier étant placé au milieu de celui de Lennon.
Marquée par l’atmosphère psychédélique qui règne autour de la production de Sgt. Pepper, A Day in the Life est souvent considérée comme le joyau de l’album, tant pour sa conception que pour son contenu. Elle est également remarquable pour les paroles surréalistes, l'aspect musicalement impressionniste, les techniques de production innovantes et l'arrangement orchestral complexe comportant une montée cacophonique et partiellement improvisée.

## Composition
Lorsque John Lennon et Paul McCartney, les principaux auteurs-compositeurs des Beatles, se mettent à écrire une chanson ensemble, celle-ci est souvent, au départ, une composition de l'un des deux musiciens dont la trame est plus ou moins avancée, l'autre apportant sa touche pour la compléter, avec un pont, des paroles ou une idée supplémentaires. « Paul et moi travaillions ensemble, particulièrement sur A Day in the Life. Notre façon d’écrire, c’était bien souvent que l’un de nous avait trouvé le bon passage, la partie facile, du style “J’ai lu les nouvelles aujourd’hui…”, ou quelque chose du genre, et quand il coinçait ou que ça devenait difficile, plutôt que d’insister, il laissait tout simplement tomber. Puis on se concentrait. Je chantais la moitié de la chanson et ça inspirait Paul pour écrire l’autre moitié, et vice versa », explique Lennon.

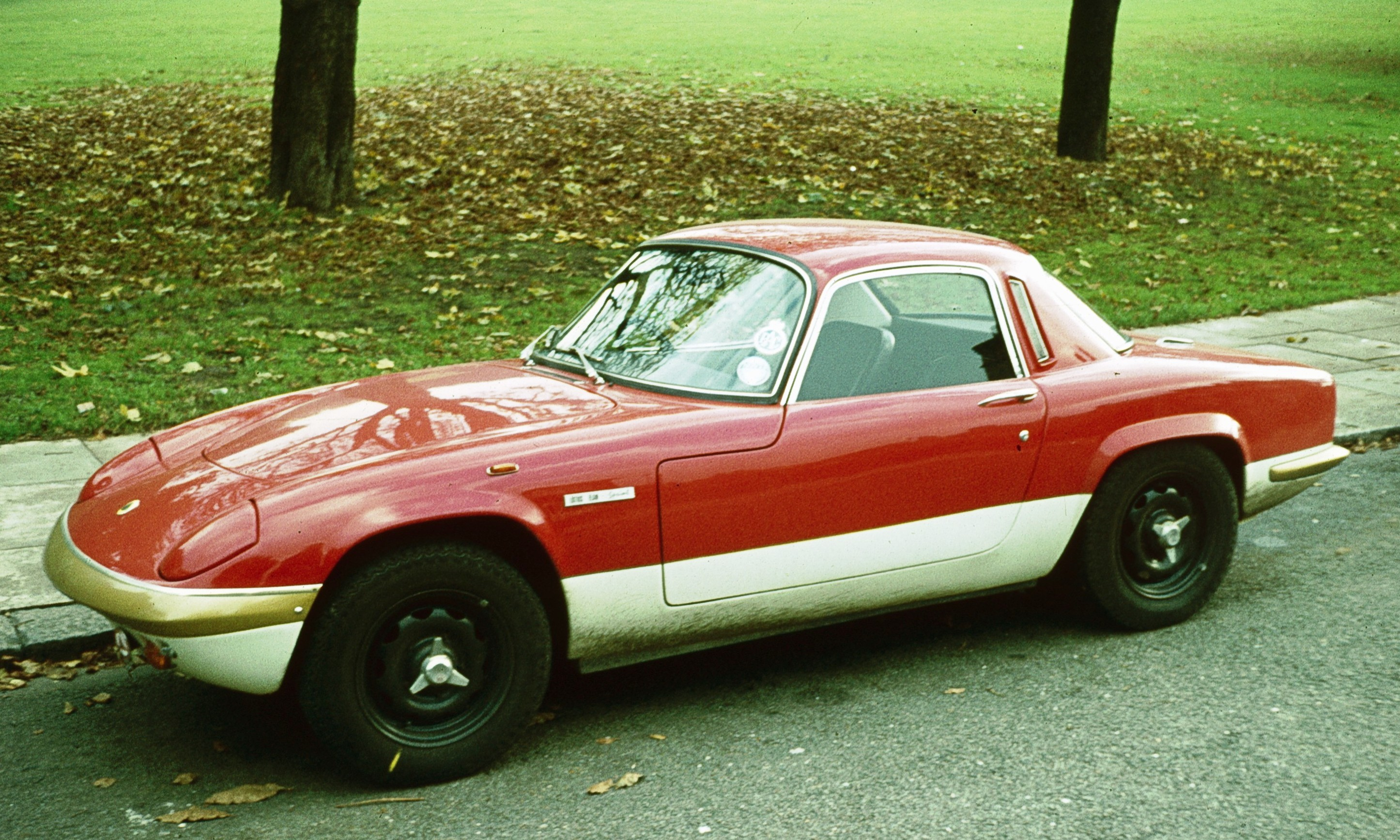
La mort de Tara Browne dans un accident de voiture, au volant de sa Lotus Elan, a inspiré une partie des paroles.

John commence à écrire la chanson après avoir lu deux articles dans le Daily Mail du 1er janvier 1967. L’un de ces titres traitait du décès de Tara Browne, héritier des brasseries Guinness, victime d’un accident de la route mortel, après avoir heurté un camion au volant de sa Lotus Elan le 18 décembre 1966. Il était un proche des Beatles et des Rolling Stones et avait notamment assisté aux séances d’enregistrement de l’album Revolver quelques mois avant sa mort. L’autre article parlait de quatre mille nids-de-poule dans les rues de Blackburn, dans le Lancashire. Lennon ajoute aussi une information à propos d’un film dans lequel « l’armée anglaise a gagné la guerre », référence à son rôle dans le film How I Won the War, qui est sorti le 18 octobre 1967.
Toutefois, la partie centrale de la chanson n’est pas encore composée. Pour compléter le morceau, Paul McCartney ajoute une courte pièce au piano qu’il avait travaillée précédemment — et censée devenir une chanson à part entière — à propos d’un jeune homme qui se réveille et se dépêche de se préparer pour partir à l’école. Cette partie est basée sur les souvenirs d'enfance de Paul McCartney : « C’est juste moi me rappelant ce que c’était de courir dans la rue pour prendre le bus jusqu’à l'école, fumer une cigarette et aller en classe. C’était une réflexion sur mes jours d’école. Je fumais une cigarette, quelqu’un parlait et je tombais dans un rêve. »
Paul McCartney est aussi à l’origine de la plus remarquable des caractéristiques de la chanson : « On pouvait faire tout ce qu’on voulait avec cette chanson-là. Ça partait à tous les coups dans des directions énormes. J’ai commencé par essayer de vendre une idée à John. On prend, disons, quinze mesures, puis on tente quelque chose de nouveau…. » Ce « quelque chose de nouveau » aboutit à la décision de convoquer un orchestre symphonique pour exécuter la fameuse montée orchestrale sur vingt-quatre mesures assurant la transition entre les trois premiers couplets chantés par John Lennon et la partie de Paul McCartney. Cependant, l’idée est dans un premier temps rejetée par leur producteur George Martin, qui juge que le coût pour faire venir un orchestre de quatre-vingt-dix musiciens serait trop élevé pour une section aussi courte. Mais Ringo Starr a le dernier mot : « On n’a qu’à engager la moitié d’un orchestre et le faire jouer deux fois ! » C’est la solution adoptée, la montée étant effectivement répétée à la fin du morceau.
Le bassiste des Beatles imagine également la phrase de liaison « I’d love to turn you on » que John Lennon chante au lancement de la montée orchestrale, et qu'il appréciera particulièrement, assumant pleinement sa connotation psychédélique et ses conséquences prévisibles — « j’aimerais te brancher » étant une allusion explicite à la drogue.

## Enregistrement

### Piste de base

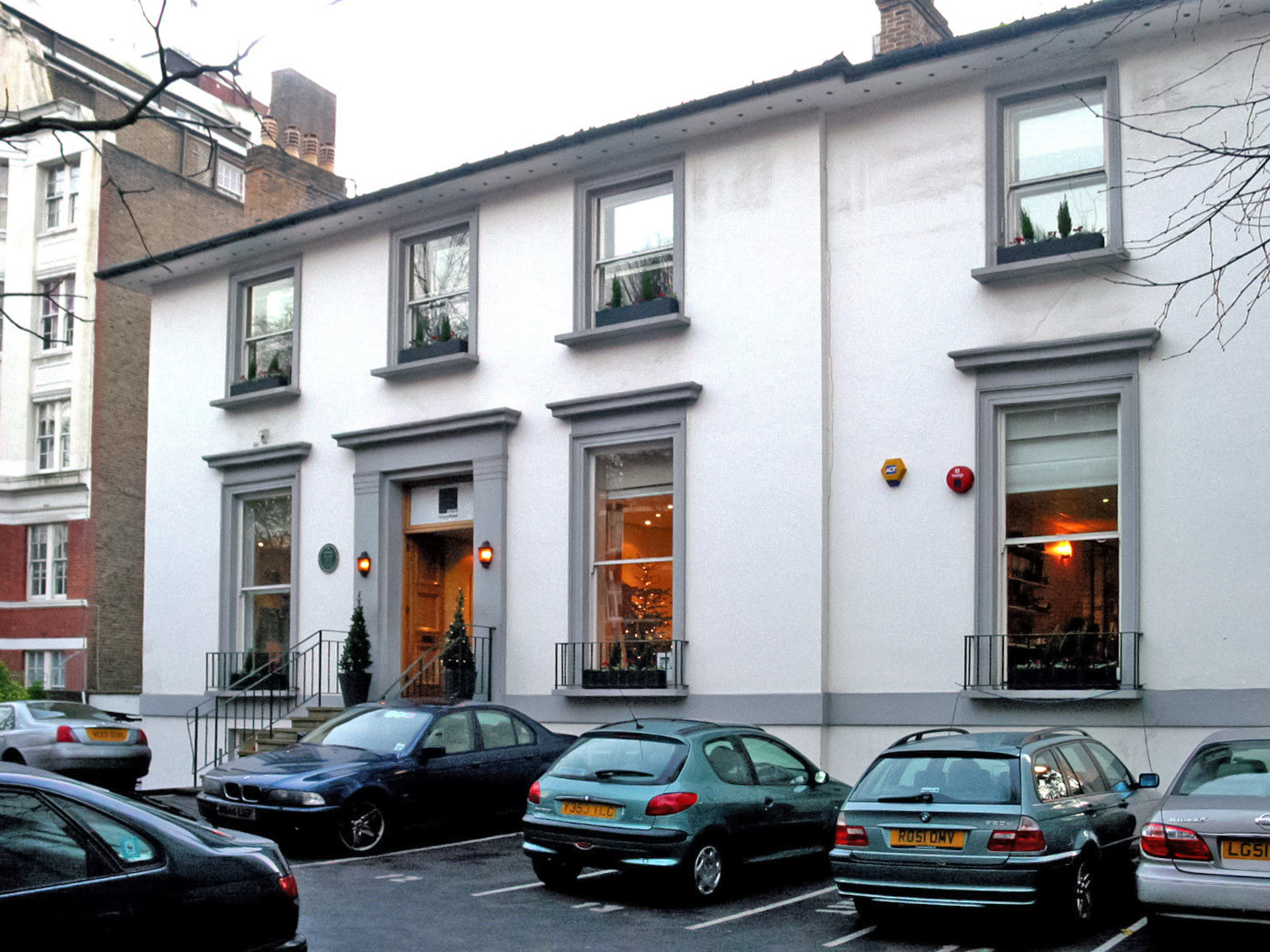
C’est aux studios EMI d’Abbey Road qu’est enregistrée A Day in the Life.

Les Beatles commencent l’enregistrement de la chanson le 19 janvier 1967 au studio no 2 d’Abbey Road, sous le titre In the Life of…. Quatre pistes de base sont enregistrées, sur lesquelles on entend John Lennon à la guitare acoustique et au chant — traité avec beaucoup d’écho —, Paul McCartney au piano, George Harrison aux maracas et Ringo Starr aux bongos. Selon l’ingénieur du son Geoff Emerick, Lennon et McCartney ont déjà une idée claire de leur chanson et des parties instrumentales qu’ils doivent interpréter, et ils n’ont pas assigné de rôle particulier à George Harrison, qui se retrouve donc avec une paire de maracas en main. On remarque à cette occasion que pour donner le décompte, au lieu de dire « one, two, three, four », John Lennon répète en plaisantant « sugarplum fairy, sugarplum fairy »,.
Le lendemain, 20 janvier, les quatre prises sont assemblées sur une seule piste, transférée sur un autre magnétophone, ce qui donne les prises 5, 6 et 7, les trois étant mixées différemment. À partir de la sixième, considérée comme la meilleure, de nouvelles pistes vocales de John — toujours avec beaucoup d’écho renvoyé dans son casque à sa demande —, de la basse de Paul et de la batterie de Ringo sont enregistrées.
Le travail reprend le 3 février, après que les Beatles ont écouté les résultats de leurs enregistrements. Trouvant les parties de basse et de batterie insatisfaisantes, Paul et Ringo les réenregistrent, effaçant leurs tentatives précédentes. Ringo tente une approche différente, en jouant sur les toms, donnant à ce titre ce son de percussions distinctif. George Martin se souvient : « C’était son idée à lui. Il avait un feeling extraordinaire pour cette chanson et nous a aidés avec un tempo parfait, dès le départ. » D’autres overdubs sont enregistrés, et la partie vocale de Paul est refaite.

### Montée orchestrale
Lorsque les Beatles commencent l’enregistrement de la chanson, ils n’ont pas encore décidé comment sera rempli le vide de vingt-quatre mesures entre ses deux parties. Lors des premières sessions d’enregistrement, cette section ne contient qu’un accord de piano répété et la voix de l’assistant Mal Evans comptant les mesures. De l’écho a été ajouté à la voix d’Evans, le groupe, et particulièrement John Lennon, aimant beaucoup utiliser l’écho,. Une sonnerie de réveil est programmée pour marquer la fin des vingt-quatre mesures de la montée orchestrale. Au départ il est prévu de la supprimer du mixage ultérieurement, mais, comme elle concorde parfaitement avec la première phrase du morceau de McCartney (« woke up, fell out of bed... », « je me réveille, je tombe du lit… »), le groupe décide de garder le son sur la bande.

« Quand on a amené la chanson en studio, j’ai suggéré que notre assistant Mal Evans compte à très haute voix les 24 mesures vides. Ils m’ont demandé ce que j’allais mettre dedans. J’ai répondu qu’il n’y aurait rien pour l’instant, que ça ferait juste “UN, tong, tong, tong, DEUX, tong, tong, tong…”, etc. On peut effectivement entendre sur le disque Mal faire ça dans le fond. Il a compté et, à la vingt-quatrième mesure, il a fait démarrer un réveille-matin. L’étape suivante consista à remplir ces mesures vides. Sur l’enregistrement, on avait plaqué, sur la voix de Mal Evans en train de compter, un écho qui s’amplifiait jusqu’à devenir très envahissant à la vingt-quatrième mesure. J’ai rajouté les accords dissonants d’un piano derrière la voix de Mal. »

— Paul McCartney
Le 10 février, un orchestre de quarante musiciens — pour la plupart des membres du Royal Philharmonic Orchestra et du London Symphony Orchestra, ainsi que le trompettiste David Mason et le corniste Alan Civil, qui ont déjà travaillé avec le groupe — est à pied d’œuvre à Abbey Road. Paul McCartney demande aux musiciens de jouer la note la plus basse de leur instrument et de monter jusqu’à la plus haute qu’ils puissent jouer, à la vitesse qu’ils désirent, sur vingt-quatre mesures, avec juste un point de départ et un point d’arrivée.
Pour mettre à l’aise ces musiciens classiques nullement habitués à improviser ou à jouer sans partition, les Beatles ont une idée farfelue. Ils vont faire de l’énorme studio no 1 d’Abbey Road une véritable salle des fêtes, invitant de nombreux amis du Swinging London (dont les Rolling Stones) et proposant aux membres de l’orchestre de se travestir avec des faux nez, des grandes oreilles, des chapeaux haut de forme, et autres accessoires qu’ils leur fournissent.
Pour réussir à enregistrer l’orchestre symphonique par-dessus la bande musicale des Beatles, et pour multiplier cet enregistrement par quatre — ce qui aboutit à l’équivalent de cent soixante musiciens —, le personnel technique des studios EMI doit de nouveau imaginer des solutions adaptées. Ainsi, George Martin demande à l’ingénieur Ken Townsend de faire tourner deux magnétophones quatre pistes ensemble, ce qui n’a encore jamais été fait. Ce dernier trouve la solution en les synchronisant grâce à un procédé particulièrement inventif leur permettant de se renvoyer le signal, le principe étant d’enregistrer un signal de 50 Hz sur une piste libre du premier magnétophone, d’envoyer ce signal dans le second magnétophone à synchroniser, tout en augmentant sa tension à l’aide d’un amplificateur, jusqu’à ce que le moteur du cabestan du second magnétophone démarre. Ken Townsend explique : « Comme toutes ces sortes de choses, cette idée pouvait fonctionner du premier coup, ou pas. Celle-là a marché. Durant la session, nous avons joué la bande rythmique des Beatles sur une machine, enregistré l’orchestre sur l’autre, rejoué le tout, et recommencé encore jusqu’à ce que nous ayons quatre orchestres en boîte. Le seul problème est survenu durant le mixage sur deux machines différentes. L’une d’elles était un peu lente à démarrer et nous n’arrivions pas à synchroniser le tout, ce qui ennuyait profondément George Martin. » Le producteur lui-même ajoute cependant que « la synchronisation n’a pas été terrible, et l’orchestre se décale légèrement par endroits. Mais ça n’a aucune importance ».
Il existe à cette montée orchestrale deux précédents bien connus des amateurs de musique contemporaine : Metastasis, de Iannis Xenakis (orchestral), et Thrène à la mémoire des victimes d'Hiroshima, de Krzysztof Penderecki (vocal).

### Épilogue
L’accord de piano que l'on entend à la fin remplace en fait une expérimentation vocale enregistrée le 10 février : après que les musiciens de l’orchestre ont quitté le studio, les Beatles enregistrent pour le final leurs voix chantonnant l’accord mais, même après de multiples overdubs, ils concluent qu’ils veulent un effet qui ait plus d’impact. Le 22 février ils monopolisent donc tous les pianos disponibles à Abbey Road, et John Lennon, Paul McCartney, Ringo Starr, George Martin et Mal Evans jouent simultanément un accord de mi majeur sur quatre pianos différents. Ils recommencent neuf fois l’attaque des notes, jusqu’à être parfaitement synchronisés. Ils atteignent finalement une longue décroissance sonore d’une durée de cinquante-trois secondes — qui en fera finalement quarante-sept sur le disque, les ingénieurs pensant qu’il n’y avait plus de son après cette durée. Ce jour-là, George Martin ajoute également une partie d’harmonium, à la demande de Paul McCartney qui souhaite apporter une texture supplémentaire à la chanson. Le producteur met ainsi en boîte le tout dernier des nombreux overdubs.
En tout, trente-quatre heures ont été nécessaires pour enregistrer la seule chanson A Day in the Life, ce qui présente un certain contraste avec le premier album du groupe, Please Please Me, qui avait été enregistré, dans sa totalité, en moins de dix heures,. L’enregistrement de l’orchestre est combiné avec la prise 6, ce qui donne la prise 7. Pour finir, le 23 février 1967, le mixage est effectué, et neuf nouvelles prises sont montées. Le mixage final est réalisé à partir des prises 6, 7 et 9.
Dans la carrière du groupe, en dehors de A Day in the Life, le seul cas où les Beatles auront enregistré deux chansons distinctes de John Lennon et Paul McCartney mises bout à bout et jouées d'une seule traite est celui de Polythene Pam/She Came In Through the Bathroom Window au cœur du medley de l'album Abbey Road.

## Structure musicale
A Day in the Life est jouée dans la tonalité de sol majeur (G), mais comme l’explique le musicologue Alan W. Pollack, « son vrai centre de gravité est le ton relatif de sol, mi mineur, et la tonalité de mi majeur ». Les couplets sont en sol majeur et mi mineur (Em) et le pont est en mi majeur (E). La mesure est en 4/4 tout du long.
Le morceau est constitué de six sections : la première partie du morceau de John Lennon — trois couplets —, une montée orchestrale, un court morceau de Paul McCartney, la seconde partie du morceau de Lennon, suivie d’une seconde montée d’orchestre, un accord de piano long de 47 secondes, et un « sillon » appelé le run-out groove qui, sur le 33 tours original en mono, jouait sans fin. Cette composition très complexe a été écrite par John Lennon et Paul McCartney qui, par ailleurs, ne savaient pas lire la musique. Ils ont été aidés par leur producteur George Martin, qui, lui, savait lire et écrire une partition.
Première partie (jusqu’à 1:45)
La chanson commence avec le bruit de la foule provenant de la chanson précédente, Sgt. Pepper’s Lonely Hearts Club Band (Reprise), qui termine à quatre secondes du début, laissant place à une guitare acoustique jouant l’introduction suivie d’un piano et de la basse qui entrent à sept secondes. À 13 secondes, la partie vocale commence (« I read the news today oh boy, about a lucky man who made the grade... ») et des maracas se font entendre. L’ensemble est très calme, souligné par les accords de piano qui donnent l’intensité à la chanson. Après quarante-huit secondes, la batterie commence à jouer, faisant quelques roulements de toms espacés, puis jouant un rythme normal soutenu par la caisse claire et les toms. Tout au long des couplets, la mélodie est la même, à quelques exceptions près, jusqu’à 1:38, lorsque Lennon chante « I’d love to turn you on... », sa voix se perdant dans l’orchestre qui entre dans un fade in.
Première montée orchestrale (1:46 à 2:15)
Cet orchestre de 40 musiciens entame une montée, tous les instruments partant de la note la plus basse et grimpant jusqu’à la plus haute, chacun à sa propre vitesse. Le tout est soutenu par un accord de piano venant de la première partie. La montée s’interrompt brusquement, ne laissant que l’accord de piano et la ligne de basse. Le bruit d’une sonnerie de réveil programmée par Mal Evans se fait entendre et la partie vocale chantée par McCartney commence.
Deuxième partie (2:16 à 3:18)
Elle prend la forme d’une petite chanson simple, soutenue par un riff de piano. Elle continue jusqu’à 2:49, laissant place à un « break » où la voix de John Lennon est accompagnée en fond sonore par l’orchestre, puis arrête de nouveau pour laisser place au dernier couplet de la chanson de Lennon.
Troisième partie (3:18 à 4:20)
On revient aux débuts avec un piano, une basse, une guitare acoustique et des maracas. Lennon chante de nouveau « I read the news today, oh boy... », mais cette fois, les paroles traitent de nids-de-poule dans les rues du Lancashire. Finalement, à 3:44, il chante encore une fois « I’d love to turn you on... », puis sa voix se perd dans la seconde montée de l’orchestre, à peine différente de la première.
Accord final (4:21 à 5:04)
Tout s’arrête brusquement à 4:19, puis la chanson se termine avec l’un des plus fameux accords de piano de l’histoire de la musique populaire. L’accord est traité pour sonner aussi longtemps que possible — près d’une minute. Vers la fin de la décroissance sonore, on entend des feuilles de papier se tourner, une chaise craquer et quelqu’un dire « Shhh! » (« chut! »), comme si l’on avertissait le groupe ou les ingénieurs du son de ne pas faire de bruit.
Sillon caché (5:07 à 5:33)
Sur les premiers pressages mono de l’album, juste après l’accord de piano, un sillon enregistré et revenant sur lui-même pouvait être écouté. Il l’est à nouveau depuis la réédition en CD. Il s’agit en fait d’une « chanson » cachée, et non créditée, enregistrée le 21 avril 1967. Elle est composée d’une bande-son inversée et d’un sifflement de 20 kHz, inaudible par l’homme et impossible à reproduire sur la plupart des électrophones de l’époque, mais dont John Lennon espère qu’il fera aboyer les chiens de ceux qui possèdent une bonne chaîne hi-fi. Une légende affirme que les Beatles prononcent « I never know the end » (« je ne connais jamais la fin »). Le groupe prononce deux ou trois phrases. Une première phrase en premier plan pouvant être entendue aussi bien à l’endroit qu’à l’envers, disant quelque chose comme « He never kissed me any other way / is he any other way » ou encore « it will be like this again » dans un sens, dans l’autre « very soon ». La deuxième phrase, en arrière-plan, est enregistrée à l’envers et seule sa deuxième partie est compréhensible : Supermen. Ce sillon a alimenté de nombreuses spéculations participant à la légende des Beatles.

## Analyse des paroles
A Day in the Life débute par une phrase très sobre de John Lennon : « I read the news today, oh boy... » (« J’ai lu le journal aujourd’hui, dis donc »), sur un petit air de guitare acoustique qui arrive aux oreilles du spectateur juste après la fin des applaudissements pour la représentation du Sgt. Pepper’s Lonely Hearts Club Band. La chanson constitue donc une sorte de rappel après un spectacle très applaudi.
Le deuxième couplet évoque un homme qui « s’explose le crâne en voiture » (« he blew his mind out in a car »). Ce passage est coécrit avec Paul McCartney et provient d’un article extrait du Daily Mail daté du 18 décembre 1966. On y apprend qu’un accident de la circulation a coûté la vie à Tara Browne, futur héritier de la famille Guinness. Néanmoins, John Lennon reconnaît qu’il n’a pas repris les véritables circonstances de l’accident pour écrire les paroles. Ainsi, Tara Browne ne s’est pas réellement fracassé le crâne, bien qu’il soit mort sur le coup de multiples lacérations du cerveau dues aux fractures de la boîte crânienne, selon le rapport d’autopsie. De même, le fait qu’« il n’avait pas vu que le feu de circulation avait changé de couleur » est une fiction. Ce couplet alimenta beaucoup la rumeur lancée en 1969 sur la mort de Paul McCartney, selon laquelle il aurait perdu la vie dans un accident de voiture avant les séances de Sgt. Pepper.
Dans le troisième couplet, Lennon évoque son expérience récente comme acteur dans le film de Richard Lester How I Won the War (1967) en y faisant un petit clin d'œil avec la phrase « I saw a film today oh boy, the English army had just won the war » (« J’ai vu un film aujourd’hui, dis donc, l’armée anglaise venait de gagner la guerre »).

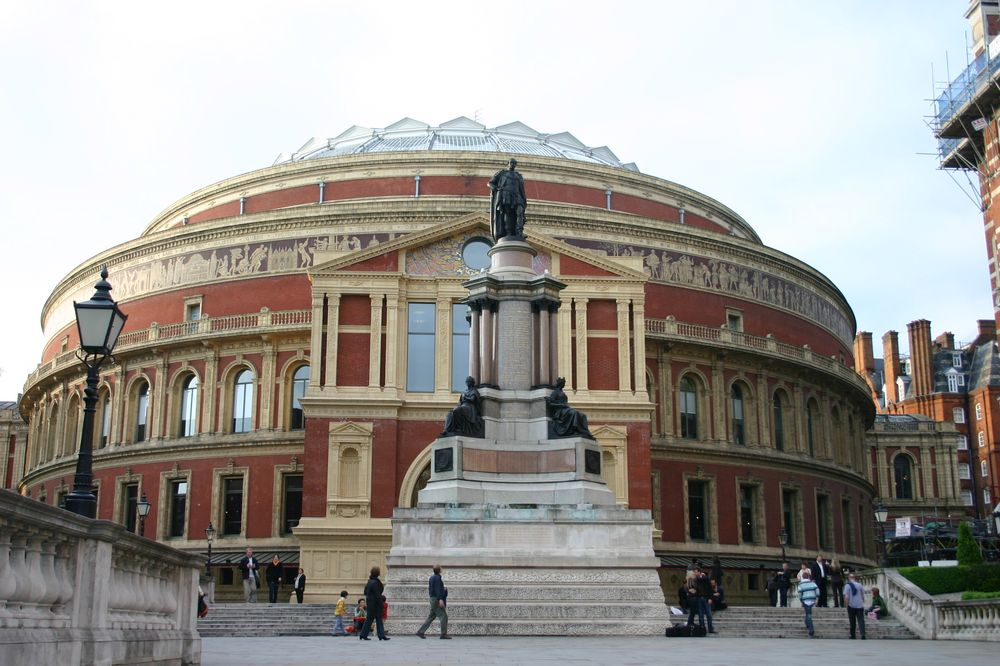
Le Royal Albert Hall, à Londres.

Le quatrième et dernier couplet de la chanson, pour la partie signée Lennon, est encore directement inspiré d’un autre article du Daily Mail. C’est dans cette nouvelle qu’il trouva l’histoire des « 4 000 trous qui parsèment les chaussées de Blackburn, dans le Lancashire ». En effet, ce chiffre impressionnant était le résultat d’une enquête commandée par le conseil municipal de la ville, concernant l’état des chaussées. Dans l’article suivant du journal, il était évoqué le passage d’un chanteur de l’époque au Royal Albert Hall. Lennon eut donc l’idée de réunir les deux parties : d’un côté les 4 000 nids-de-poule, et de l’autre cette mythique salle londonienne, mais il eut quelque mal à les assembler. Il explique : « Il manquait encore un mot dans un vers quand on a voulu l’enregistrer... Je savais que la phrase devait être « Now they know how many holes it takes to » — quelque chose — « the Albert Hall » (« On sait maintenant combien de trous il faut pour... l’Albert Hall »). C’était un vers qui ne voulait rien dire, en fait, mais pour une raison quelconque, je n’arrivais pas à trouver un verbe. Qu’est-ce que les trous pouvaient bien faire à l’Albert Hall ? C’est Terry Doran qui a suggéré « to fill the Albert Hall » (« remplir l’Albert Hall ») ».
Pour ce qui est de la partie centrale écrite par Paul McCartney, et qui contraste totalement avec la chanson de base de Lennon, il s'agit d’un souvenir de son enfance à Liverpool : lorsqu’il se levait le matin pour aller à l’école en autobus, et qu’il fumait une cigarette avant d’entrer en classe. Dans le bus, chante-t-il, « somebody spoke and I went into a dream » (« quelqu'un a parlé et je me suis mis à rêvasser »).
Bien évidemment, les références à la fumée et au rêve font immanquablement penser à des allusions à la drogue. D’autant plus que le vers « I’d love to turn you on » (« J’aimerais t’allumer ») eut pour conséquence l’interdiction de la chanson sur les ondes de la BBC en particulier, et un peu partout dans le monde plus généralement, alors qu’en réalité, cette phrase était plutôt inspirée du slogan de Timothy Leary « Turn on, tune in, drop out » (« ouvre-toi, écoute, lâche-toi »). On pourrait même rajouter à cette liste les cigarettes de McCartney qui auraient pu être confondues avec des joints, ou encore les 4 000 trous qui, tout comme dans Fixing a Hole, auraient pu être amalgamés à des fix d’héroïne.

## Parution
Ce morceau clôt de façon remarquable l'album souvent considéré comme le chef-d'œuvre du groupe. On entend aussi cette chanson sur la compilation des meilleurs succès The Beatles 1967–1970 publié en 1973 et, pour son remixage en 2023, elle débute sans le segue de la chanson précédente. Elle est aussi publiée sur la face B du 45 tour publié le 30 septembre 1978 avec les chansons Sgt. Pepper's Lonely Hearts Club Band et With a Little Help from My Friends en face A. Une version épurée se retrouve sur Anthology 2 en 1996 et le clip, filmé lors de l'enregistrement mais finalement créé pour faire partie de ce documentaire, se retrouve sur le second disque vidéo de la collection 1+. Elle n'est pas incluse sur la bande originale Yellow Submarine Songtrack en 1999 bien qu'on entend une partie de la montée orchestrale dans le film.

## Réception
A Day in the Life est incontestablement une des chansons des Beatles qui ont eu le plus d'influence. Paul Grushkin, dans son livre Rockin' Down the Highway : The Cars and People That Made Rock Roll, décrit la chanson comme « une des œuvres les plus ambitieuses, influentes et innovatrices de l’histoire de la pop musique. » Dans l’ouvrage From Craft to Art : Formal Structure in the Music of the Beatles de John Covach, A Day in the Life est considérée comme « le morceau peut-être le plus important de l’histoire du rock, malgré une durée de seulement quatre minutes et 45 secondes. » Sur AllMusic, le critique Richie Unterberger (en) note : « A Day in the Life est la coda inattendue et incisive d’un album considéré comme un remarquable résumé du Summer of love (…) Après ça, il n'y a plus eu aucune règle à suivre, les groupes de pop et de rock ont pu tout essayer, pour le meilleur ou pour le pire. Ironiquement, très peu ont réussi à atteindre la plénitude musicale proposée ici par les Beatles. »
La chanson apparaît sur de nombreuses listes de « meilleures chansons » de la musique populaire du XXe siècle. Elle figure à la première place du classement de Q Magazine des « 50 plus grandes chansons britanniques de tous les temps » et des « 101 plus grandes chansons des Beatles » de Mojo Magazine, en l’occurrence élue par un panel de musiciens et de journalistes. Elle est en 12e position du classement de la radio canadienne CBC, « 50 Tracks », ce qui en fait la 2e chanson des Beatles après In My Life. La chanson a été classée 38e meilleure chanson britannique de tous les temps par XFM en 2010. 
Elle est classée au 24e rang dans la liste des « 500 plus grandes chansons de tous les temps » du magazine américain Rolling Stone en 2021 (elle était 26e et 28e dans les classements précédents). A Day in the Life fut également nommée pour un Grammy Award en 1967 dans la catégorie Best Arrangement Accompanying Vocalist Or Instrumentalist. La chanson figure également dans la liste des « 500 chansons qui ont façonné le rock and roll » du Rock and Roll Hall of Fame.
Le chef d'orchestre Leonard Bernstein affirme, en 1980, que « trois mesures de A Day in the Life me soutiennent toujours, me rajeunissent, enflamment mes sens et ma sensibilité » (« Three bars in A Day in the Life still sustain me, rejuvenate me, inflame my senses and sensibilities »).
Le 27 août 1992, le manuscrit original des paroles de John Lennon fut vendu par les ayants droit de Mal Evans à Sotheby's, Londres, pour 100 000 dollars. Il fut de nouveau mis en vente en mars 2006 par Bonhams à New York. Le 18 juin 2010, il est vendu à 1,2 million de dollars, Sotheby's ayant pourtant estimé qu'il ne dépasserait pas les 700 000 dollars.

## Fiche de production
| The Beatles - John Lennon : chant, guitare acoustique, piano (accord final) - Paul McCartney : chant, guitare basse, piano - George Harrison : maracas - Ringo Starr : batterie, bongos, piano (accord final) Musiciens additionnels - Mal Evans : sonnerie de réveil, piano (accord final) - George Martin : harmonium - Marijke Koger : tambourin Équipe technique - George Martin : producteur - Geoff Emerick : ingénieur du son - Richard Lush : ingénieur du son - Phil McDonald : ingénieur du son | Orchestre - Violons : Erich Gruenberg, Granville Jones, Bill Monro, Jurgen Hess, Hans Geiger, D. Bradley, Lionel Bentley, David McCallum, Donald Weekes, Henry Datyner, Sidney Sax, Ernest Scott - Altos : John Underwood, Gwynne Edwards, Bernard Davis, John Meek - Violoncelles : Francisco Gabarro, Dennis Vigay, Alan Dalziel, Alex Nifosi - Contrebasses : Cyril MacArther, Gordon Pearce - Harpe : John Marson - Hautbois : Roger Lord - Flûtes : Clifford Seville, David Sandeman - Trompettes : David Mason, Monty Montgomery, Harold Jackson - Trombones : Raymond Brown, Raymond Premru, T. Moore - Tuba : Michael Barnes - Clarinettes : Basil Tschaikov, Jack Bremer - Bassons : N. Fawcett, Alfred Waters - Cors d'harmonie : Alan Civil, Neil Sanders - Percussions, Timbales : Tristan Fry |

## Reprises
Cette chanson a souvent été évoquée ou reprise, en partie ou en totalité, par de nombreux artistes.
Du côté des artistes jazz, on peut citer le guitariste Wes Montgomery qui en a fait la chanson-titre de son album instrumental, A Day in the Life, où il reprend aussi Eleanor Rigby. À noter que l'enregistrement de cet album commence seulement quelques jours après la sortie de Sgt. Pepper's Lonely Hearts Club Band, début juin 1967. En 1970, un autre guitariste de jazz, Grant Green, a également repris la chanson sur son album Green is Beautiful.
Les décennies suivantes, des groupes et musiciens de tous horizons ont aussi repris la chanson, dont les Bee Gees en 1978, The Fall en 1988, Sting en 1993 et Phish en 2002. En 2007, les Libertines se reforment pour un hommage aux Beatles organisé par la BBC et reprennent la chanson. Les Rutles, habitués du répertoire des Beatles, ont parodié la chanson pour leur titre Cheese and Onions. Le groupe Devo lui rend un hommage sur son titre Some Things Never Change, dont la structure est similaire et reprend les I read the news today oh boy, tels quels, ou en les déclinant. David Bowie reprend les mêmes lignes dans sa chanson Young Americans sur l'album du même nom en 1975, tout comme Zack de la Rocha et DJ Shadow sur leur titre March of Death.
Malgré sa structure particulière, A Day in the Life est aussi jouée en concert, à commencer par Paul McCartney lui-même : le 1er juin 2008, pendant le Liverpool Sound Festival, il interprète la chanson à Anfield. La chanson résonne comme un hommage à Lennon, puisqu'elle est immédiatement suivie de Give Peace a Chance, titre enregistré par ce dernier. Un mois après cette performance, Neil Young joue A Day in the Life lors de sa tournée européenne. Paul McCartney le rejoint sur scène lors de l'interprétation de la chanson à Hyde Park le 27 juin 2009. 
En 2009, les Easy Star All-Stars interprètent la chanson dans le cadre de leur reprise intégrale de Sgt Pepper's en reggae sur le disque Easy Star Lonely Hearts Dub Band. La section "Mcartneyenne" du titre, chantée par Menny More, 
comporte des paroles légèrement différentes. Au lieu de « fell out of bed, drag a comb across my head » (je tombe du lit, je passe un peigne sur ma tête), on entend « fell out of bed, ran my fingers thru my dreads » (soit : je passe mes doigts dans mes dreadlocks).
En octobre 2014, les Flaming Lips interprètent également cette chanson et invitent au chant Miley Cyrus dans un album hommage à Sgt. Pepper’s Lonely Hearts Club Band, intitulé With a Little Help for my Fwends.